# Grajaú (São Paulo)
Pour les articles homonymes, voir Grajaú.
Grajaú est un district de la municipalité de São Paulo, situé dans la Zone Sud. Il est administré par la sous-préfecture de Capela do Socorro, dans la région administrative de la zone sud de São Paulo. Ses limites sont les districts de Pedreira, Cidade Dutra, Parelheiros et las municipalités de São Bernardo do Campo et Diadema. Il se trouve à 26 km de la Praça da Sé et à 14 km des principaux quartiers du sud de la ville tels que Santo Amaro et Jabaquara. Actuellement, il compte environ 445 000 habitants, étant le district le plus peuplé de la capitale.
En 2016, Grajaú figurait sur la liste des pires quartiers de São Paulo, se classant au septième rang des pires IDH de la ville. La grande majorité des quartiers situés sur les rives du barrage Billings ne disposent toujours pas d’assainissement de base ; Même avec un système d'égouts, les déchets sont dirigés vers le barrage par l'entreprise d'assainissement. Dans les quartiers où il n'y a pas de système de collecte, les eaux usées s'écoulent à l'air libre ou sont utilisées par des fosses septiques.

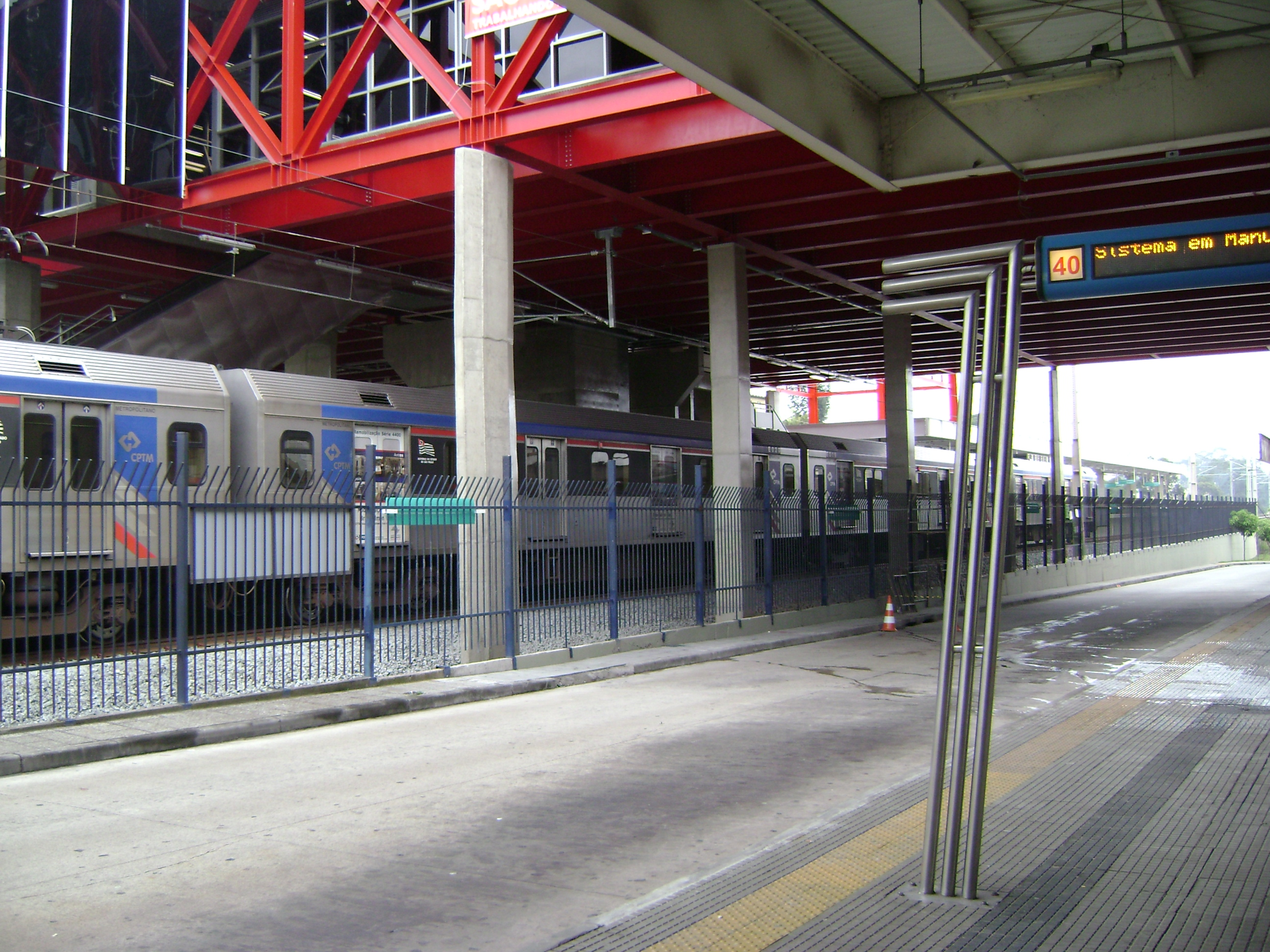
Gare de Grajau

Aujourd'hui, Grajaú a connu un fort développement avec de grandes constructions à la fois dans les zones résidentielles et commerciales. Des quartiers tels que Parque Residencial Cocaia, Jardim Novo Horizonte, Jardim Eliana, Parque Grajaú, Jardim Varginha, Cantinho do Céu et Vila Natal ont une grande activité commerciale, tandis que des quartiers tels que Jardim São Bernardo, Jardim Shangrila, Jardim Ellus, Jardim Marilda, Palmares, Jardim Noronha et Parque América sont principalement résidentiels.

## Districts et municipalités limitrophes
- Pedreira (Nord)
- Diadema (Nord-Est)
- São Bernardo do Campo (Est)
- Cidade Dutra (Ouest)
- Parelheiros (Sud)

## Toponyme
Le toponyme "Grajaú" est dérivé du terme tupi karaîá'y, qui signifie "rivière des carajás" (karaîá, carajá + 'y, rivière).

## Description
Le quartier et le quartier sont traversés par l'avenue Dona Belmira Marin, qui est considérée comme le centre commercial de la région car elle compte un grand nombre de magasins, actuellement plus de quatre cents magasins. La région possède également d'autres routes de liaison importantes avec le reste de la ville, telles que l'avenue Senador Teotônio Vilela et l'avenue Paulo Guilguer Reimberg, qui est la route principale du quartier de Varginha et qui a également une circulation automobile importante et de nombreux magasins principalement dans le quartier. de Varginha Jardim Novo Horizonte cette avenue commence à Av Teotonio Vilela près du terminal Varginha et se termine à la route Itaquaquecetuba à Jardim Marilda.
Bien que Grajaú souffre toujours d'un manque d'investissement public dans les soins de santé, le district abrite un grand hôpital, l'Hôpital d'État de Grajau, qui est responsable de la population locale et des districts voisins. Mais, dernièrement, le gouvernement a commencé à investir dans des postes de soins médicaux ambulatoires, en augmentant le nombre d'unités, dans le but de réduire les files d'attente, causées par la forte demande de la population que l'hôpital Grajaú reçoit quotidiennement. Le quartier a également reçu des investissements publics dans la revitalisation des trottoirs sur les routes principales et la rénovation des écoles publiques.

## Transport
Le quartier est desservi par les trains de la Ligne 9-Émeraude de la CPTM.

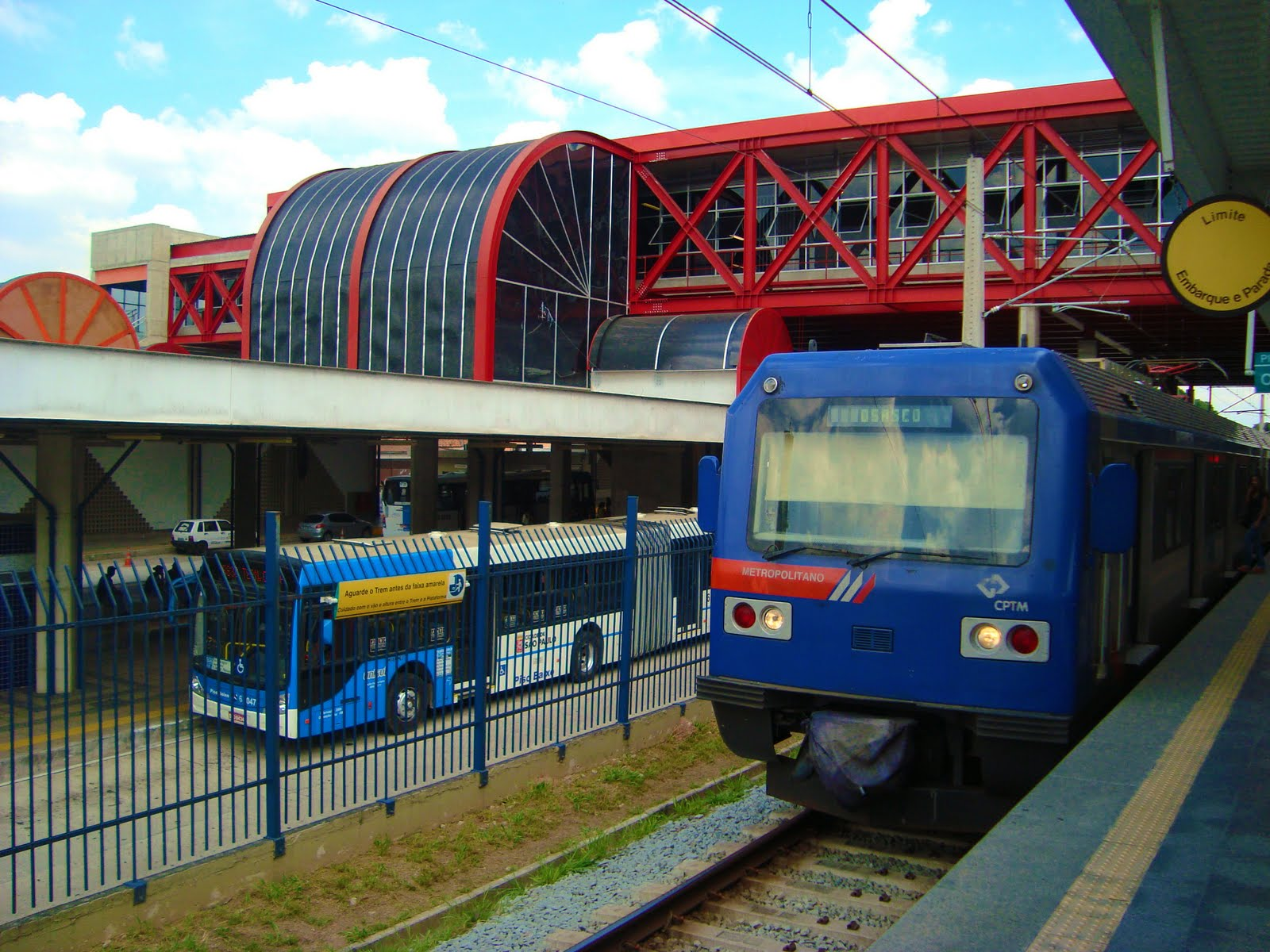
Train de la ligne 9 de la CPTM au départ de la gare de Grajaú

- Gare et Terminus de Grajaú est un terminus urbain intégré à une gare de la Ligne 9-Émeraude de la CPTM, qui est considérée comme le plus grand point de référence de la région, transportant des personnes du district et des régions voisines. On estime que le gare/terminus est responsable du transport quotidien de près d'un demi-million de personnes, le transformant en l'un des plus grands terminaux urbains de la ville de São Paulo. Il est également important pour être responsable des transferts effectués vers les quartiers.

Les lignes de bus du terminus Grajaú répondent à une forte demande des habitants du district, notamment de la population qui vit sur les rives du réservoir Billings. La gare est le point de départ de la ligne Ligne 9 - Émeraude de la CPTM, qui possède la ligne ferroviaire la plus sophistiquée et la plus fondamentale de la ville de São Paulo.
- le terminus Varginha a été ouvert en 2004. Il s'agit d'un terminal urbain géré par SPTrans, situé au début de l'avenue Paulo Guilguer Reimberg. Le terminus sera déplacé vers la future gare de Varginha de la ligne 9 - Émeraude de la CPTM, en construction depuis 2012.

## Quartiers
- Cantinho do Céu
- Chácara Cocaia
- BNH
- Chácara do Sol
- Chácara Lagoinha
- Cidade Luz
- Cipó do Meio
- Colônia do Grajaú
- Corujas
- Gaivotas
- Grajaú
- Ilha do Bororé
- Jardim Almeida Prado
- Jardim Alvorada (Grajaú)
- Jardim Arco-íris
- Jardim Azano
- Jardim Belcito
- Jardim Bonito
- Jardim Borba Gato
- Jardim Brasília
- Jardim Campinas
- Jardim Castro Alves
- Jardim das Pedras (Grajaú)
- Jardim dos Manacás
- Jardim Edda
- Jardim Edi
- Jardim Eliana
- Jardim Ellus
- Jardim Gaivotas
- Jardim Icaraí
- Jardim Itajaí
- Jardim Itatiáia
- Jardim Jaú
- Jardim Labitary
- Jardim Lucélia
- Jardim Marilda
- Jardim Marisa
- Jardim Mirna
- Jardim Monte Alegre
- Jardim Monte Verde
- Jardim Myrna
- Jardim Noronha
- Jardim Nossa Senhora Aparecida
- Jardim Nova Tereza
- Jardim Novo Horizonte
- Jardim Novo Jaú
- Jardim Novo Lar
- Jardim Orbam
- Jardim Planalto
- Jardim Porto Velho
- Jardim Prainha
- Jardim Recanto do Sol
- Jardim Reimberg
- Jardim Sabiá (Grajaú)
- Jardim Salinas
- Jardim Samara (Grajaú)
- Jardim Samas
- Jardim Santa Bárbara
- Jardim Santa Fé
- Jardim Santa Francisca
- Jardim Santa Francisca Cabrini
- Jardim Santa Tereza
- Jardim São Bernardo
- Jardim São Pedro
- Jardim São Remo
- Jardim Sete de Setembro
- Jardim Shangri-lá
- Jardim Sipramar
- Jardim Tanay
- Jardim Três Corações
- Jardim Varginha
- Jardim Orion
- Jardim Zilda
- Lago Azul
- Parada 57
- Parque América
- Parque Brasil
- Parque Cocaia
- Parque Deizy
- Parque Grajaú
- Parque Manacá
- Parque Novo Grajaú
- Parque Planalto
- Parque Residencial Cocaia
- Parelheiros
- Parque Santa Cecília
- Parque São José
- Parque São Miguel
- Parque São Paulo
- Parque Shangrilá
- Recanto Marisa
- Sítio Cocaia
- Toca do Tatu
- Vila Morais Prado
- Vila Narciso
- Vila Nascente
- Vila Natal[4]

## Points d'interêt
- Centro Cultural Palhaço Carequinha
- Sarau do Grajaú
- Casa Ecoativa
- Associação Filantrópica Arca das Crianças
- UBS Chácara do Sol
- EEPG Marlene Adua Fortunato
- Chácara Toca do Tatu[5]
- Circo Escola Grajaú
- CEDECA - Interlagos
- E.E. Professor Carlos de Moraes Andrade
- Igreja Apostólica Fonte de Alívio
- E.E. Samuel Wainer